# إدغار كينيدي
إدغار ليفينغستون كينيدي (بالإنجليزية:Edgar Livingston Kennedy) (مواليد 26 أبريل 1890 - وفيات 9 نوفمبر 1948). ممثل سينمائي كوميدي أمريكي والمعروف بشخصية «سلو بيرن» .

## روابط خارجية
- إدغار كينيدي على موقع IMDb (الإنجليزية)
- إدغار كينيدي على موقع ألو سيني (الفرنسية)
- إدغار كينيدي على موقع تيرنر كلاسيك موفيز (الإنجليزية)
- إدغار كينيدي على موقع أول موفي (الإنجليزية)
- إدغار كينيدي على موقع قاعدة بيانات الأفلام السويدية (السويدية)
- إدغار كينيدي على موقع إن إن دي بي (الإنجليزية)
- إدغار كينيدي على موقع قاعدة بيانات الفيلم (الإنجليزية)
- إدغار كينيدي على موقع كينوبويسك (الروسية)
- Edgar Kennedy at The Way Out West Tent, The Sons of the Desert